# Texas Christian University Women's Volleyball
La Texas Christian University Women's Volleyball è la squadra pallavolo femminile appartenente alla Texas Christian University, con sede a Fort Worth (Texas): milita nella Big 12 Conference della NCAA Division I.

## Storia
Il programma di pallavolo femminile della Texas Christian University viene fondato nel 1996, affiliandosi alla Western Athletic Conference della NCAA Division I. In seguito si trasferisce prima nella Conference USA e poi nella Mountain West Conference, giungendo nel 2012 nella Big 12 Conference.

## Record
| Piazzamento |   | Edizione                                      |
| ----------- | - | --------------------------------------------- |
| Tornei NCAA | 6 | Secondo turno: 5 2009, 2016, 2022, 2023, 2024 |
| Tornei NCAA | 6 | Primo turno: 1 2015                           |

## Conference
- Western Athletic Conference: 1996-2000
- Conference USA: 2001-2004
- Mountain West Conference: 2005-2011
- Big 12 Conference: 2012-

## All-America

### First Team
- Melanie Parra (2024)

### Third Team
- Melanie Parra (2023)

## Allenatori
- Sandy Troudt: 1996-2001
- Lewis Prentice: 2002-2014
- Jill Kramer: 2015-2021
- Jason Williams: 2022-